# Ignacio Zaragoza (Sonora)
Ignacio Zaragoza, o también llamado La Mesa, es un ejido del municipio de Cananea ubicado en el norte del estado mexicano de Sonora, en la zona de la Sierra Madre Occidental. El ejido es la cuarta localidad más habitada del municipio. Según los datos del Censo de Población y Vivienda realizado en 2020 por el Instituto Nacional de Estadística y Geografía (INEGI), Ignacio Zaragoza (La Mesa) tiene un total de 206 habitantes.
El ejido se fundó el 3 de febrero de 1959 y su creación se publicó al siguiente día en el Diario Oficial de la Federación, dándole una superficie de 32,520 hectáreas destinado para la ganadería beneficiando a 108 pobladores.

## Geografía
Ignacio Zaragoza se sitúa en las coordenadas geográficas 31°05'06" de latitud norte y 110°06'21" de longitud oeste del meridiano de Greenwich, a una elevación de 1499 metros sobre el nivel del mar.